# VOC-verovering van de Banda-eilanden
De verovering van de Banda-eilanden door de VOC, met als slotepisode het bloedbad van Banda van 1621, was de geleidelijke militaire verovering van de Banda-eilanden door de Vereenigde Oostindische Compagnie (VOC) van 1609 tot 1621. De eilanden werden grotendeels ontvolkt door de gevechten, hongersnoden, moordpartijen en deportatie. Hiermee werd het door de VOC gewenste monopolie op de specerijenhandel afgedwongen, met name de handel in nootmuskaat, foelie en kruidnagel.

## Achtergrond
De eerste expeditie vanuit de Republiek der Zeven Verenigde Nederlanden ter verkenning van de Banda-eilanden en daarnaast Bantam, Ternate en Ambon werd op 1 mei 1598 gelanceerd door een voorcompagnie. Een vloot onder bevel van Jacob Cornelisz van Neck, Jacob van Heemskerck en Wybrand van Warwijck voer uit en legde contact met de inwoners van de Banda-eilanden in 1599. Van Heemskerck tekende enkele contracten met Bandanese dorpshoofden en bouwde er een specerijenhandelspost. De vulkanische Banda-eilanden bleken uniek te zijn door de beschikbaarheid van nootmuskaat en foelie, die nergens anders ter wereld groeiden en daarom een extreem hoge handelswaarde hadden.

## Vroege handel en gevechten

### Slag om Banda Neira (1609)

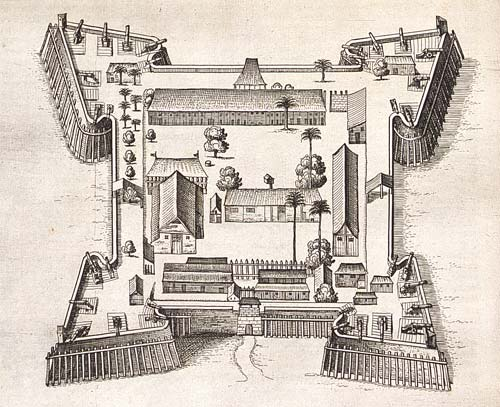
Fort Nassau op Banda Neira in 1646

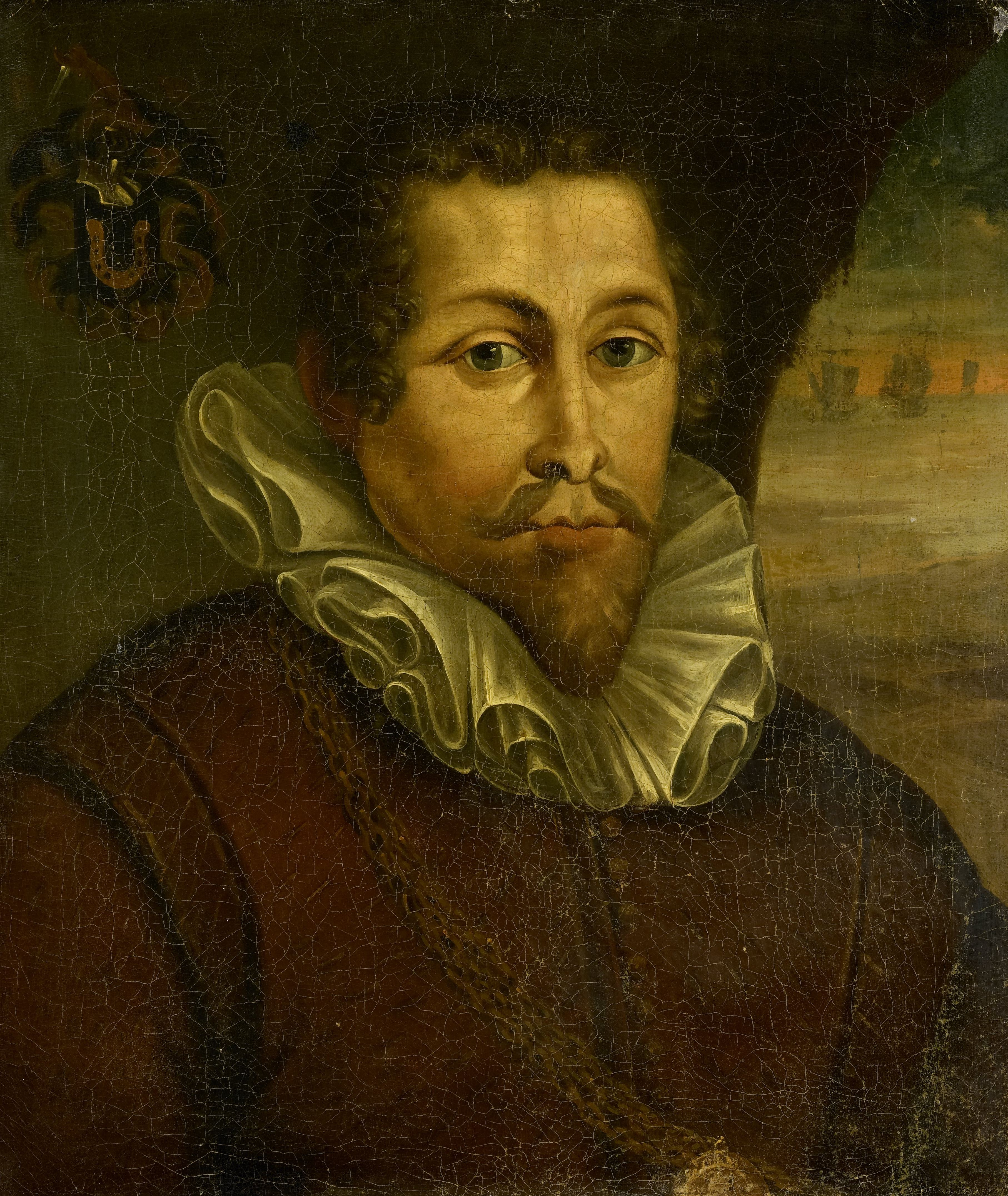
Pieter Willemsz. Verhoeff, vermoord bij de slag om Banda Neira in 1609

Begin april 1609 arriveerde een VOC-vloot, aangevoerd door Pieter Willemsz. Verhoeff, op Banda Neira en wilde er de vestiging van een fort afdwingen. De Bandanezen wilden vrijhandel zodat ze de kooplieden van de verschillende Europese mogendheden tegen elkaar uit konden spelen en hun producten aan de hoogste bieder verkopen. De VOC begeerde echter een monopolie op de specerijenhandel, zodat de Bandanezen hun producten alleen aan de Nederlanders mochten verkopen. De onderhandelingen verliepen stroef.
Op een zeker moment in eind mei 1609 lokten de dorpshoofden van Banda Neira Verhoeff en twee andere commandanten, die hun schepen hadden verlaten om op het strand te onderhandelen, de bossen in. Daar liepen ze in een val en werden ze vermoord. De op het strand achtergebleven lijfwacht werd ook vermoord. In totaal werden 46 Nederlanders gedood. Als vergelding plunderden de VOC-soldaten verschillende Bandanese dorpen en verwoestten zij de schepen van de dorpelingen. De Engelsen leverden wapens en munitie aan de Bandanezen. In augustus werd ten slotte een vredesverdrag gesloten dat gunstig was voor de VOC: de Bandanezen erkenden het VOC-gezag en het VOC-monopolie op de specerijenhandel. Datzelfde jaar werd Fort Nassau gebouwd op Banda Neira om de nootmuskaathandel te beheersen.

### Expedities tegen Lontor, Run en Ai (1609–1611)
Piet Hein, die vermoedelijk niet aan de gevechten had deelgenomen, volgde Verhoeff op als vlootcommandant. Nadat de bouw van Fort Nassau was voltooid, voer de vloot noordwaarts naar Ternate, waar de sultan de VOC toestemming gaf om een oud beschadigd Maleis fort te herstellen dat in 1609 Fort Oranje werd genoemd. Dit zou de de facto hoofdstad van de Vereenigde Oostindische Compagnie blijven totdat in 1619 Jayakarta werd veroverd en omgedoopt tot Batavia (het latere Jakarta). De Nederlanders raakten betrokken bij een korte oorlog tussen Ternate en het nabijgelegen eilandkoninkrijk Tidore. In maart 1610 arriveerde Piet Hein op Ambon en wist na lang onderhandelen van maart tot november 1610 uiteindelijk een voor de VOC gunstig akkoord te sluiten met de Ambonezen over de aankoop van een grote partij kruidnagels. Daarna voerde hij begin 1611 twee militaire acties (amfibische aanvallen met kleine bootjes) uit tegen de Bandanese eilanden Lontor (latere naam Banda Besar, 'Groot-Banda') en Run (Pulau Run). Daarna leidde Hein een nachtelijke strafexpeditie op een van de Banda-eilanden. Vervolgens kreeg hij de opdracht om Fort Belgica te bouwen op Banda Neira, dat daarmee het derde VOC-fort op de Banda-eilanden werd. Een VOC-aanval op het eiland Ai in 1610 werd echter een mislukking.

### Verovering van Ai (1615–1616)
De Bandanezen koesterden wrok jegens de Nederlanders vanwege de gewelddadig opgedrongen plicht om uitsluitend met hen te handelen. Ze schonden hun verdrag met de VOC door te handelen met de Engelsen (die hogere prijzen boden) en Maleise, Javaanse en Makassarese handelaars (die de specerijen doorverkochten aan de Portugezen). Het bestuur van de VOC, de Heren XVII, meende een dergelijke inmenging in hun commerciële belangen niet meer te kunnen accepteren en concludeerde tegen 1614 dat het noodzakelijk was om de gehele Bandanese archipel te veroveren, zelfs als dat de uitroeiing van de inheemse bevolking en een zware kostenpost voor de financiën van de Compagnie zou betekenen. Met dat doel nam gouverneur-generaal Gerard Reynst een leger naar Banda Neira op 21 maart 1615. Vervolgens lanceerde hij een strafexpeditie tegen het eiland Ai (of Pulau Ay) op 14 mei 1615. De forten van de inheemsen werden aanvankelijk met succes aangevallen, maar de VOC-troepen gingen "te vroeg" over op plunderen. De Bandanezen, die zich hadden teruggetrokken naar Run, hergroepeerden en voerden dezelfde avond nog een tegenaanval uit die de Nederlanders verraste en 200 van hen doodde. Reynst besloot om Ai te evacueren en later nog eens een poging te doen; eerst wilde hij verhinderen dat een Engelse vloot kruidnagels zou bemachtigen op Ambon, waarin hij slaagde. Hij overleed echter aan ziekte in december 1615 voordat hij een tweede poging kon ondernemen.
Ondertussen verzochten de Bandanezen de Engelsen om bescherming tegen eventuele Nederlandse vergeldingsacties en stuurden een afgezant naar de Engelse factorij in het Sultanaat Bantam met een brief, waarin onder andere stond:
Derhalve wensen wij allemaal om tot een overeenkomst te komen met de koning van Engeland, omdat de Hollanders nu alles in het werk stellen om ons land te veroveren en onze religie te vernietigen. Daarom koesteren wij op de eilanden van Banda allemaal een vurige haat tegen het zien van deze Hollanders, deze hoerenzonen, omdat zij uitblinken in leugens, wreedheid en het verlangen om het land van alle mannen te overmeesteren met verraad... Als de koning van Engeland bereid is om vanuit zijn liefde naar ons toe zorg te dragen voor ons landen en onze religie, ons zal voorzien van buskruit en kogels voor artillerie en ons helpen om het kasteel van Neira te heroveren, zodat wij oorlogen tegen de Hollanders kunnen voeren, dan zullen wij met de hulp van God alle specerijen die ons land zal opbrengen alleen maar aan de koning van Engeland verkopen.
In april 1616 voerde Jan Dircksz. Lam met 240 Nederlandse en 23 Japanse ronins een nieuwe aanval uit op Ai dat hij na weinig tegenstand wist te veroveren. De meeste verdedigers verlieten bij de aanval hun stellingen en namen in prauwen de vlucht naar Run en Lontor. Hierbij verdronken ongeveer 400 inheemsen (waaronder vele vrouwen en kinderen). De verovering dwong de orang kaya (letterlijk 'rijke mannen'; de Bandanese aristocratie) op de andere Banda-eilanden om opnieuw voor de VOC gunstige contracten te tekenen. Lam beval de aanleg van Fort Revengie, zo genoemd vanwege de nederlaag van Reynst het vorige jaar. Zelfs deze actie was echter nog niet in staat om de nootmuskaat- en foeliehandel geheel onder VOC-monopolie te brengen. Hoewel de Lontorezen aanvankelijk geïntimideerd waren, begonnen ze al gauw weer te handelen met hun voormalige partners, waaronder de Engelsen die zich gevestigd hadden op Run en het kleine rotsachtige eilandje Nailaka ten noorden ervan.

### Beleg van Run (1617–1620)

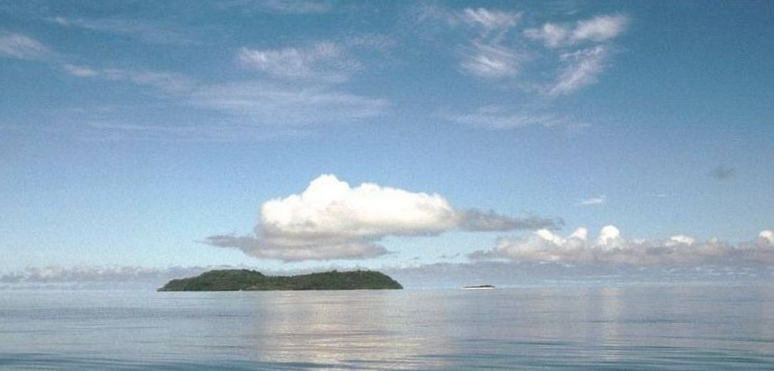
De eilanden Run en Nailaka, gezien vanuit het oosten in 2006.

Op 25 december 1616 nam de Engelse koopman Nathaniel Courthope met 30 soldaten de macht over op het eiland Run en bouwde er een fort. Hij dwong de inwoners om een verdrag te tekenen waarin ze Jacobus I van Engeland als koning van het eiland erkenden en de Engelsen nootmuskaat zouden leveren. De Nederlanders sloten vervolgens Run af van bevoorrading, wat de Engelsen 1540 dagen (meer dan 4 jaar) uithielden. Toen Courthope in 1620 sneuvelde bij een poging met een prauw Lontor te bezoeken gaven de Engelsen het eiland op. De Engelsen en inheemse bewoners werden gedwongen de fortificaties af te breken en de kanonnen in zee te gooien. De bewoners werden gedeporteerd en de Engelsen moesten zich terugtrekken op Nailaka. Alle nootmuskaatbomen op het eiland werden omgehakt om te voorkomen dat de Engelsen Run zouden hernemen. De VOC liet er vervolgens slechts runderen vrij rondlopen om de andere eilanden van voedsel te voorzien. Pas in 1638 zouden de Engelsen weer toegang tot Run proberen te krijgen, waarna VOC-ambtenaren jaarlijks het eiland opnieuw bezochten om te controleren of de Engelsen zich er stiekem weer gevestigd hadden totdat Engeland in 1667 formeel alle aanspraken op de Banda-eilanden opgaf.

### Engels–Nederlandse zeeoorlog (1618–1619)
Terwijl het beleg van Run bezig was, bereikten de spanningen tussen de Nederlandse Oost-Indische Compagnie en de Engelse Oost-Indische Compagnie een kookpunt; tot slot brak er in 1618 open oorlog uit. De nieuwe VOC-gouverneur-generaal Jan Pieterszoon Coen schreef op 29 september 1618 een brief, heden bekend als de Smeekbede van Coen, waarin hij de Heren XVII om meer soldaten, geld, schepen en andere zaken smeekte om oorlog te voeren tegen zowel de inheemse Bandanezen als de concurrerende Engelsen. Als vroom calvinist trachtte hij zijn meerderen te overtuigen dat het een goede investering zou zijn waar ze geen spijt van zouden krijgen, omdat de christelijke god hen zou bijstaan en doen zegevieren, ondanks eerdere tegenslagen: 'Dispereert niet, ontsiet uwe vijanden niet, daer en is ter werelt niet dat ons can hinderen noch deeren, wandt Godt met ons is, en trect de voor gaende misslagen in geen consequentie, want daer can in Indiën wat grootsch verricht worden.'
De Nederlanders slaagden erin om elf Engelse schepen te veroveren, waarvan enkele met zilver volgeladen waren, terwijl de Engelsen slechts één Nederlands schip wisten te bemachtigen. Deze interkoloniale oorlog kwam de autoriteiten in Holland echter slecht uit; omdat het Twaalfjarig Bestand bijna was afgelopen, was het belangrijker om een protestants bondgenootschap tussen de Republiek der Zeven Verenigde Nederlanden en Engeland te sluiten tegen het katholieke Spanje en Portugal. Daartoe sloten de landen in 1619 vrede en stelden het Tractaat van Verdediging op. De Heren XVII bevalen Coen om de vijandelijkheden te staken en samen te werken met de Engelsen, die het recht kregen op een derde van alle specerijen van de eilanden en de Nederlanders de overige twee derden. Coen was hierover erg ontevreden, omdat hij de Engelsen uit de hele regio wilde verdrijven (en beweerde dat dat al gelukt was voordat de vrede was gesloten) en alle specerijen beheersen, zoals hij zijn meerderen met sarcasme schreef in zijn brief van 11 mei 1620:
Ik erken dat het de knecht niet aangaat wat de meester doet (...). Maar U Edelen zijn, onder correctie, al te haastig geweest (...). De Engelsen zijn U edelen grote dank schuldig, want nadat ze zichzelf terecht uit Indië hadden geholpen, hebben de Heren hen daar weer middenin gezet (...). Het is niet te begrijpen waarom de Engelsen een derde van de kruidnagelen, muskaatnoten en foelie vergund is, want zij konden op geen enkele zandkorrel van de stranden van de Molukken, Ambon of Banda [meer] aanspraak maken.

## Bloedbad van Banda (1621)
Gouverneur-generaal Jan Pieterszoon Coen oordeelde dat de Engelse bemoeienis en inheemse weerstand tegen de Nederlandse commerciële suprematie in de Bandanese archipel voor eens en altijd verpletterd diende te worden door het grootste eiland, Banda Besar (Lontor), te ontvolken. De Heeren XVII gaven Coen hiervoor hun toestemming en steun. Dit leidde tot het bloedbad van Banda waarbij het grootste deel van de oorspronkelijke bevolking omkwam of tot slaaf werd gemaakt en vervangen door Afrikaanse slaven uit Madagaskar.

## Nasleep

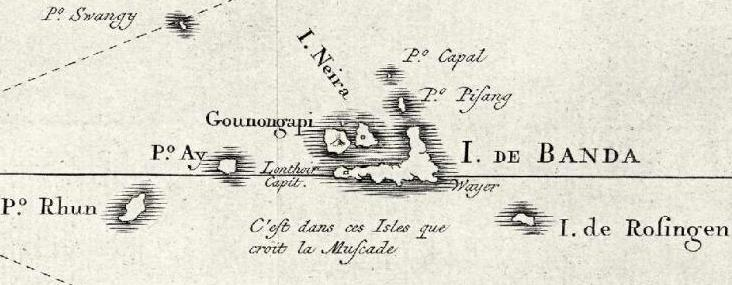
Fragment van een VOC-kaart uit 1753, met opmerking in het Frans: 'Het is op deze Eilanden dat de Nootmuskaat groeit.'

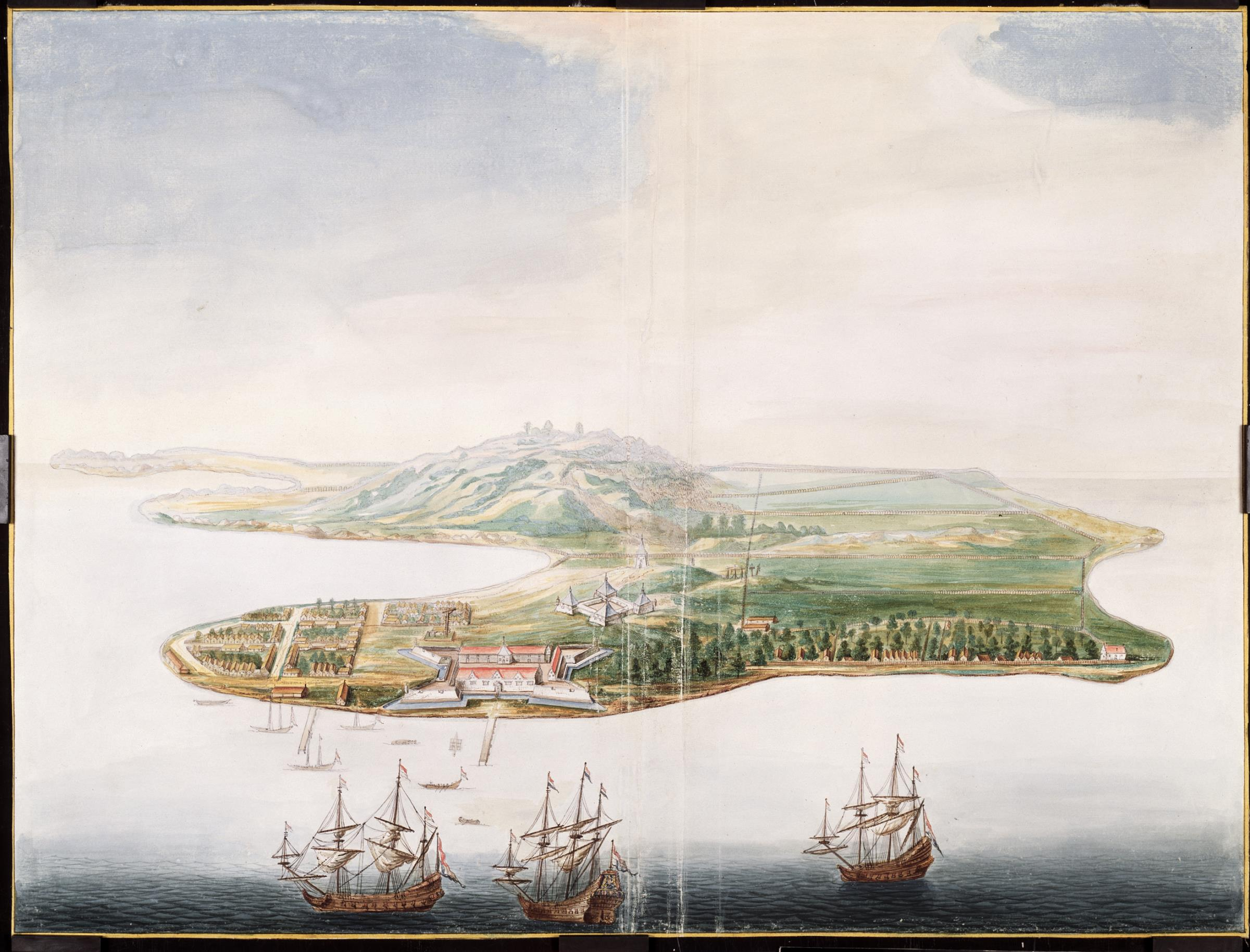
Gezicht op Banda Neira na de verovering in 1665

Na de militaire campagne beheersten de Nederlanders de Banda-eilanden vrijwel volledig. De Engelsen hadden het eiland Run verlaten en waren slechts af en toe aanwezig op Nailaka. Door het ondertekenen van de Vrede van Breda (1667) gaven de Engelsen formeel hun aanspraken op de eilanden op.
De eilanden waren zwaar ontvolkt als gevolg van de campagne. Loth (1995) en Corn (1998) schatten dat de gehele populatie van alle Banda-eilanden voorafgaan aan de verovering rond de 15.000 zou zijn geweest, van wie er slechts zo'n 1000 de oorlog van 1609–1621 hadden overleefd, inclusief degenen die in de eerder door de Engelsen beheerste eilanden Ai en Run hadden gewoond of daarheen waren gevlucht. Lape (2000) schatte dat tijdens de campagne 90 procent van de bevolking was gedood, tot slaaf gemaakt of gedeporteerd.
Om de archipel productief te houden, herbevolkte de VOC de eilanden, voornamelijk met slaven uit de rest van hedendaags Indonesië, India, Madagaskar, Nederlands-Formosa en de Chinese kust; zij werkten onder het gezag van Nederlandse plantagehouders, de zogeheten perkeniers. De oorspronkelijke inheemsen werden ook tot slaaf gemaakt en gedwongen om de nieuwkomers te leren hoe de nootmuskaat- en foelieproductie werkte. De omstandigheden voor de slaven waren zwaar — de inheemse Bandanese bevolking nam af tot honderd in 1681 en daarom werden er jaarlijks 200 slaven onder andere uit Afrika ingevoerd om de slavenpopulatie op het peil van 4000 te houden.
Hoewel de VOC de kerstening van de slaven niet als prioriteit zag, dwong zij wel alle Europeanen op de Banda-eilanden te bekeren tot haar officiële religie, de Nederduitse Gereformeerde Kerk, een vorm van het calvinistische christendom. Het katholicisme, dat in de 16e eeuw door Portugese Jezuïeten naar de eilandengroep was gebracht, werd verboden en uitgeroeid. De slavenpopulatie, die bestond uit overlevende inheemsen en geïmporteerde slaven, mochten nog steeds de islam of animistische religies belijden, maar werden ook aangemoedigd en soms gedwongen om zich te bekeren tot de protestantse kerk van de Compagnie.
De slachting van de Banda-eilanden door de Verenigde Oostindische Compagnie voedde onder Aziaten de opvatting dat de Europeanen naar Azië waren gekomen als veroveraars.

## Verder lezen
- (en) Amitav Ghosh (2021). The Nutmeg's Curse: Parables for a Planet in Crisis. University of Chicago Press, Chicago. ISBN 1529369479. Geraadpleegd op 17 december 2021. (Nederlandse vertaling: De vloek van de nootmuskaat. Boodschap aan een planeet in crisis. Vertaald door Menno Grootveld. Amsterdam, Uitgeverij Atlas Contact, 2023. ISBN 9789045051338)